# Tempesta di neve. Battello a vapore al largo di Harbour's Mouth
Tempesta di neve. Battello a vapore al largo di Harbour's Mouth (Snow Storm: Steam-Boat off a Harbour's Mouth, titolo completo Snow Storm – Steam-Boat off a Harbour's Mouth Making Signals in Shallow Water, and going by the Lead. The Author was in this Storm on the Night the "Ariel" left Harwich) è un dipinto a olio su tela (91×122 cm) del pittore inglese William Turner, realizzato nel 1842 e conservato al museo Tate Britain di Londra.

## Descrizione
È un quadro dove neve e mare si intrecciano in un vortice rotante, espressione delle forze distruttrici della natura. Il quadro non ha un centro né elementi figurativi, si intravede a malapena l'albero della nave e sembra quasi una composizione astratta.
Si dice che forse Turner ha riportato nell’opera la propria esperienza reale di una tempesta di mare, durante la quale si fece legare per quattro ore all’albero di una nave. Secondo molti però, questa è solo una leggenda.